# 倫圖科里山
14°37′14″S 72°40′0″W / 14.62056°S 72.66667°W
倫圖科里山（Runtu Quri），是秘魯的山峰，位於該國南部阿普里馬克大區的安塔班巴省，屬於安第斯山脈的一部分，處於瓦爾卡瓦爾卡山東北面，海拔高度約5,000米。